# Чомахідзе Реваз Баадурович
Реваз Чомахідзе (15 грудня 1973) — російський ватерполіст.
Учасник Олімпійських Ігор 2000, 2004 років.
Срібний призер Олімпійських ігор 2000 року.
Бронзовий призер Олімпійських ігор 2004 року.